# Štadión ŠKF Sereď
Štadión ŠKF Sereď – stadion sportowy w mieście Sereď, na Słowacji. Został otwarty w 1962 roku. Może pomieścić 5800 widzów.
Do 2018 roku gospodarzem stadionu był klub piłkarski ŠKF Sereď. W 2018 roku zespół ten po raz pierwszy w historii awansował do I ligi. Ponieważ domowy obiekt nie spełnia wymogów najwyższej klasy rozgrywkowej, klub po awansie rozgrywa swoje spotkania ligowe na obiektach w innych miastach (na stadionie Spartaka w Myjavie, pod Zoborom w Nitrze, Pasienkach w Bratysławie i stadionie FC ViOn w Zlatych Moravcach). W planach jest modernizacja stadionu ŠKF Sereď, tak by klub mógł powrócić na swój obiekt.